# Historia de Bakú
La historia de Bakú es la narración cronológica y demostrable de los acontecimientos del pasado en el actual territorio de Bakú, el capital de Azerbaiyán.

## Hasta elsigloXX
Los orígenes de Bakú se remontan siglo VI d. C.; sin embargo, solo se tiene constancia escrita de su existencia desde el 885 d. C. 
La ciudad ganó importancia tras el terremoto que destruyó la capital del khanato de Shirván Şamaxı en el siglo XII, cuando el gobernante shirvanshah, Akhsitan I, hizo de Bakú la nueva capital. 
En 1501, el sah safávida Ismaíl I sitió la ciudad. En 1540 fue capturada de nuevo por las tropas safávidas. En 1604 la fortaleza de Bakú fue destruida por el sah Abbás I.
El 26 de junio de 1723, tras un largo asedio y fuego de cañón la ciudad se rindió a los rusos. En 1795 Bakú fue invadida por Aga Muhammad Khan para defenderse de las ambiciones de la Rusia zarista de subyugar el Cáucaso Sur.
En la primavera de 1796, por orden de Catalina II, las tropas del general Zubov comenzaron una importante campaña en Transcaucasia. Bakú se entregó después de la primera demanda de Zubov. El 13 de junio de 1796 una flotilla rusa entró en la bahía de Bakú, dejando una guarnición de tropas rusas en la ciudad. En marzo de 1797 los soldados zaristas dejaron Bakú, pero un nuevo zar, Alejandro I, empezó a mostrar un interés especial en la captura de la ciudad. En 1803, Tsitsianov llegó a un acuerdo con el khan de Bakú, pero el acuerdo fue anulado en breve. 
El 8 de febrero de 1806 el khan Huseyngulude de Bakú apuñaló y mató a Tsitsianov en las puertas de la ciudad.

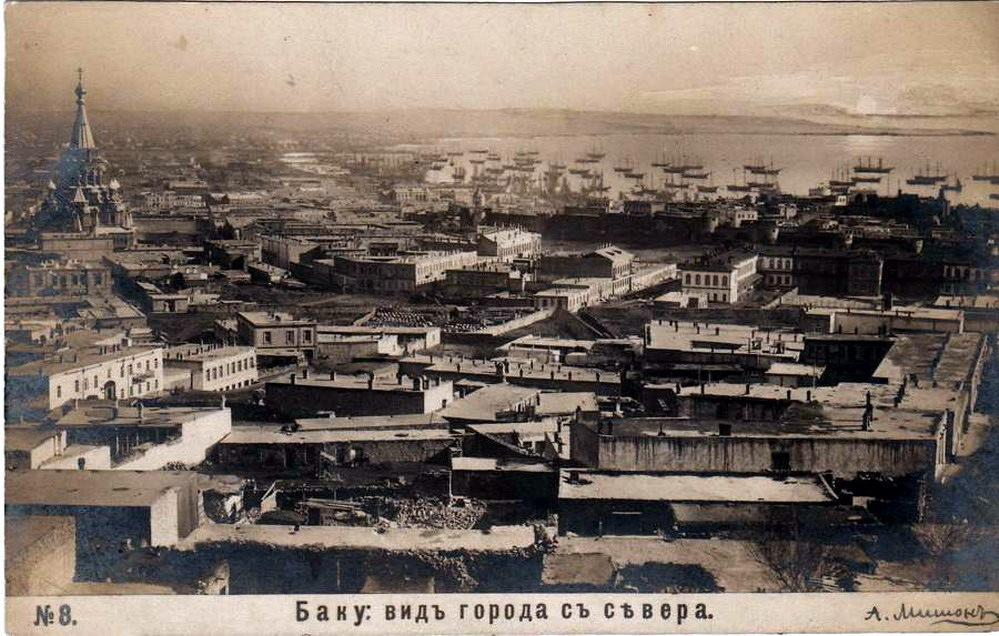
Vista general de Bakú en 1898.

En 1813, Rusia firmó el tratado de Gulistan con Persia, que preveía la cesión de Bakú y la mayor parte del Cáucaso desde Irán y su anexión a Rusia.
El primer pozo petrolífero fue perforado mecánicamente en el suburbio Bibi-Heybat de Bakú en 1846. La exploración de petróleo a gran escala comenzó en 1872, cuando las autoridades imperiales rusas subastaron las parcelas de tierra ricas en petróleo, alrededor de Bakú a inversores privados. A principios del siglo XX, casi la mitad de la producción mundial se extraía en Bakú.
En 1846 fue establecida la gobernación de Shemaka, pero después del devastador terremoto de Shemaka de 1859 se decidió transferir la capital de la provincia de Shemaka a Bakú. El 12 de julio de 1859 el nombre de la gobernación fue cambiado de acuerdo con ello. El escudo de armas de la gobernación fue instituido el 5 de julio de 1878. Inicialmente, la gobernación de Bakú incluía Karabaj y Zangezur, que se separaron en 1868 para crear la gobernación de Elizavetpol.

## sigloXX
En 1917, después de la Revolución de Octubre y en medio de la agitación de la Primera Guerra Mundial y la desintegración del Imperio ruso, la ciudad quedó bajo el control de la Comuna de Bakú, que fue conducida por el veterano bolchevique Stepán Shaumián. Tratando de capitalizar los actuales conflictos interétnicos, en la primavera de 1918, los bolcheviques inspiraron y toleraron la guerra civil en y alrededor de Bakú. Durante los infames días de marzo, los bolcheviques y los Dashnak que buscaban establecer el control sobre las calles de Bakú, se enfrentaron a los grupos armados musulmanes. Los musulmanes sufrieron una aplastante derrota por las fuerzas unidas del Bakú soviético y fueron masacrados por los equipos Dashnak. En febrero de 1918 la Guardia Roja de Bakú ya contaba con 3500 efectivos.
El 28 de mayo de 1918, la facción de Azerbaiyán del Sejm Transcaucasico proclamó la independencia de la República Democrática de Azerbaiyán (ADR) en Ganja. Poco después, las fuerzas de Azerbaiyán, con el apoyo del ejército otomano liderado por Nuri Pasha, iniciaron su avance hacia Bakú, en algún momento capturando la ciudad de las manos de la amplia coalición de bolcheviques, eserres, dashnaks, mencheviques y las fuerzas británicas bajo el mando del general Lionel Dunsterville el 15 de septiembre de 1918. Miles de armenios residentes o refugiados en la ciudad fueron asesinados en venganza por las anteriores jornadas de marzo.

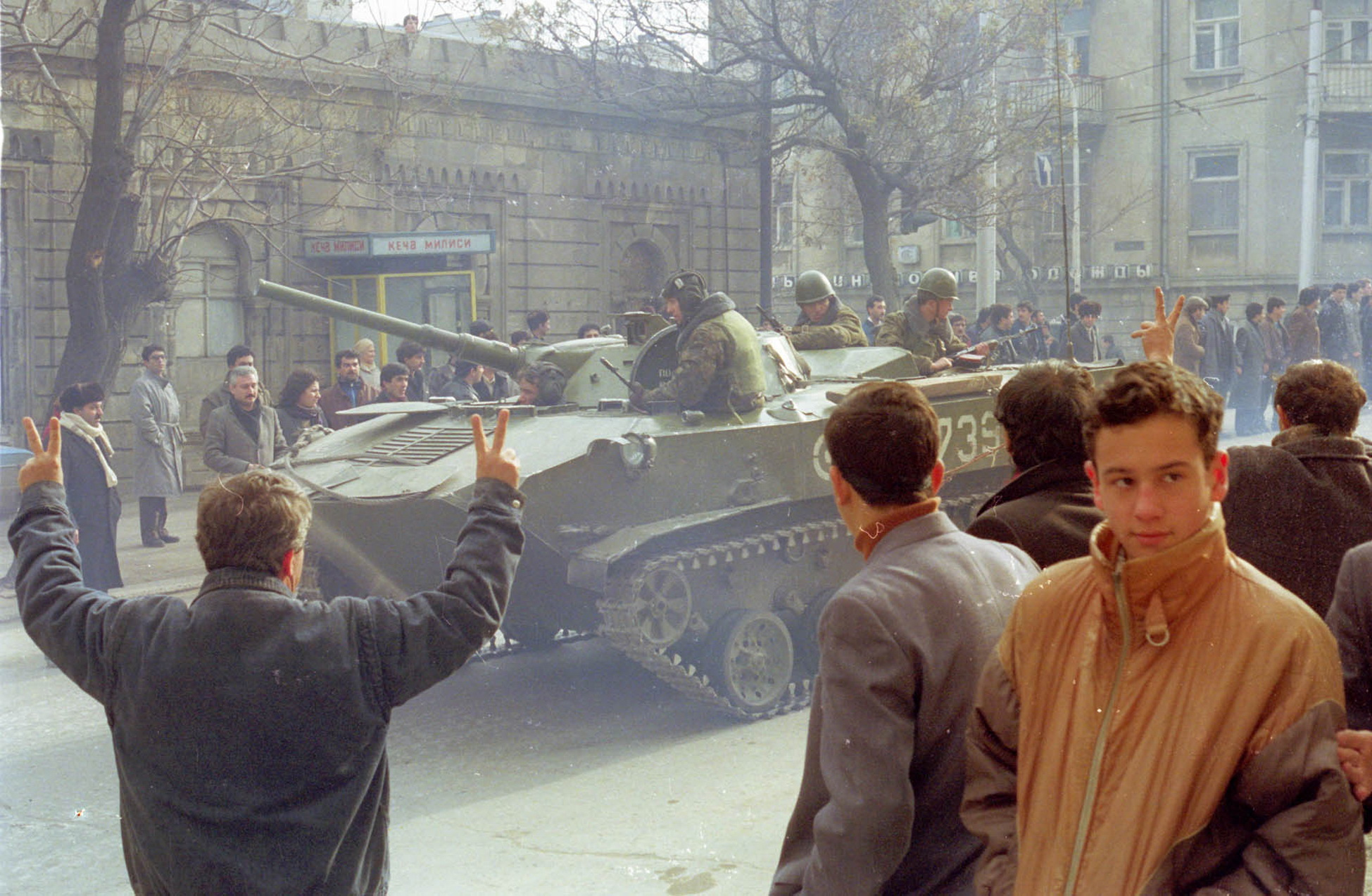
Tropas del Ejército Rojo en Bakú en el Enero negro de 1990.

El 28 de abril de 1920, el 11.º Ejército Rojo invadió la ciudad reinstalando a los bolcheviques y haciendo de Bakú la capital de la República Socialista Soviética de Azerbaiyán.
Durante la continua invasión de la Alemania nazi al sudoeste de la Unión Soviética, la captura de los campos petrolíferos de Bakú, habría sido uno de los objetivos fundamentales de la operación Edelweiss, llevada a cabo entre mayo y noviembre de 1942. No obstante la máxima aproximación del ejército alemán a Bakú fue de unos 530 kilómetros al noroeste en noviembre de 1942, muy lejos de capturar la ciudad antes de ser rechazados durante la operación soviética pequeño Saturno a mediados de diciembre de 1942.
En enero de 1990, Azerbaiyán se encontraba en estado de agitación. Las grandes manifestaciones del Frente Popular de Azerbaiyán tuvieron lugar en Bakú. El 19 de enero, el Presídium del Sóviet Supremo de la Unión Soviética aprobó el decreto firmado por Mijaíl Gorbachov, la introducción de estado de emergencia en Bakú y algunos otros lugares de la República Socialista Soviética de Azerbaiyán. El 20 de enero de 1990 las tropas soviéticas intervinieron en Bakú y se declaró el estado de ley marcial. El 20 de enero está marcado como el Día de los Mártires (o, literalmente, "el Día del Dolor de la Nación") en Azerbaiyán.

Con la disolución de la Unión Soviética, el 18 de octubre de 1991, el Parlamento de Azerbaiyán restauró la independencia del país. Bakú se convirtió en la capital de la nueva República de Azerbaiyán.

## sigloXXI
En el siglo XXI, Bakú se embarcó en un proceso de reestructuración a una escala no vista antes en su historia.
El 15 de septiembre de 2018 en Bakú fue realizado el desfile militar con motivo del centésimo aniversario de la liberación de Bakú de la ocupación bolchevique-Dashnak. El Grupo de Aviones "Estrellas turcas" de la Fuerza Aérea Turca también participó en el desfile. En la ceremonia participaron el presidente azerbaiyano Ilham Aliyev y turco Recep Tayyib Erdogan.